# Emil Bednarek
Emil Bednarek (ur. 20 lipca 1907 w Królewskiej Hucie, zm. 27 lutego 2001 w Waldsassen) – więzień funkcyjny (kapo) w obozie Auschwitz-Birkenau.
We wrześniu 1939 otrzymał powołanie do polskiej armii. Zdezerterował i osiadł w Niemczech. W 1940 został osadzony w niemieckim obozie koncentracyjnym KL Auschwitz (numer obozowy 1325). Po kilku miesiącach został więźniem funkcyjnym. W czasie ewakuacji obozu trafił z grupą polskich więźniów do obozu Mauthausen-Gusen, gdzie doczekał wyzwolenia przez armię amerykańską.
Po wojnie osiadł z powrotem w Chorzowie. Krótko pracował na stacji kolejowej w restauracji. Został aresztowany, następnie zasiadł na ławie oskarżonych w drugim procesie oświęcimskim we Frankfurcie nad Menem. Skazany został na dożywotnie więzienie. Zwolniony przedterminowo z więzienia w 1975 roku na podstawie prawa łaski.